# Киченица
 Тази статия е за селото в България.  За селото в Република Северна Македония вижте Кичиница.  
Кѝченица е село в Североизточна България. То се намира в община Разград, област Разград.

## География
Киченица се намира на 9 km по Републикански път II-49 от областния център Разград и на 278 km от държавната столица София. Селото има редовна автобусна връзка с градовете Разград и Кубрат. Землището му граничи с тези на Разград, и селата Раковски, Просторно и Липник.

## Население
Численост на населението според преброяванията през годините:
| \| Година на преброяване \| Численост \| \| --------------------- \| --------- \| \| 1934 \| 1077 \| \| 1946 \| 1042 \| \| 1956 \| 984 \| \| 1965 \| 1129 \| \| 1975 \| 1096 \| \| 1985 \| 1050 \| \| 1992 \| 847 \| \| 2001 \| 930 \| \| 2011 \| 687 \| \| 2021 \| 448 \| |           |
| Година на преброяване | Численост |
| 1934 | 1077      |
| 1946 | 1042      |
| 1956 | 984       |
| 1965 | 1129      |
| 1975 | 1096      |
| 1985 | 1050      |
| 1992 | 847       |
| 2001 | 930       |
| 2011 | 687       |
| 2021 | 448       |

### Етнически състав
Преброяване на населението през 2011 г.
Численост и дял на етническите групи според преброяването на населението през 2011 г.:
|                     | Численост | Дял (в %) |
| Общо                | 687       | 100.00    |
| Българи             | 46        | 6.69      |
| Турци               | 586       | 85.29     |
| Цигани              | 6         | 0.87      |
| Други               | 0         | 0.00      |
| Не се самоопределят | 23        | 3.34      |
| Неотговорили        | 26        | 3.78      |

## Религии
Православната църква в селото е основана през 1959 и е наречена Свети Димитър. В нея се извършват периодични служби само на големи религиозни празници.
В северната по-ниска част на селото е изграден мюсюлмански молитвен храм.

## Стопанство
В селото работи птицеферма със седем производствени халета, която предлага яйца за консумация на българския и европейския пазар.

## Обществени институции
- Основно училище „Кирил и Методий“.[8] НЧ "Прозрение-1927г.

## Личности
Родени в селото са:
- Ибрахим Касимов (1938–2007) – български агроном, професор